# Pop Gates
William Penn „Pop“ Gates (* 30. August 1917 in Decatur, Alabama; † 1. Dezember 1999 in New York City, New York) war ein halb afroamerikanischer, halb eingeboren-amerikanischer Basketballspieler und -trainer aus der Nation der Cherokee und ein Pionier des afrikanisch-amerikanischen Profibasketballs. Er spielte in der National Basketball League (NBL) für die Buffalo Bisons/Tri-Cities Blackhawks, war aber besonders bekannt für seine Auftritte mit der New York Renaissance und den Chicagoer Harlem Globetrotters. Er wurde 1989 als Spieler in die Naismith Memorial Basketball Hall of Fame aufgenommen.

## Jugend
Gates wurde in Alabama geboren und zog im Alter von drei Jahren mit seinen Eltern im Zuge der Großen Migration über Cleveland nach Harlem mit fünf Jahren. Gates wuchs mit einer Schwester in diesem New Yorker Stadtteil auf und besuchte die Benjamin Franklin High School. Er begann mit elf Jahren mit den Harlem YMCA Seniors Basketball zu spielen und sah so zum ersten Mal die New York Rens, die an gleicher Stelle trainierten. Seinen Namen bekam er, weil er an der West 132th Street zwischen 7th und 8th Avenue Stickball, eine urbane Pick-up-Variante des Baseball, gegen deutlich ältere Jugendliche spielte. Gates spielte im YMCA mit Charlie Isles und Clarence „Puggy“ Bell und daneben für die Passaic Crescents und führte als Kapitän in drei von vier Jahren sein integriertes Highschool-Team als Senior 1938 zur Stadtmeisterschaft, was ihm eine Wahl ins All-City Team einbrachte. Größter Rivale der Schule war die Textile High mit dem späteren New York Ren Johnny „Boy Wonder“ Isaacs.
Nach seinem Abschluss ging Gates nach Atlanta, GA ans Clark College, gab aber nach wenigen Wochen aus finanziellen Gründen auf, ohne dort je Basketball gespielt zu haben. Seine Eltern konnten ihm nicht mehr als einen Dollar Unterhalt zahlen, und das reichte für eine Milchtüte und einen Beutel Cupcakes. Ohne die Großzügigkeit einer Freundin seiner Mutter, hätte er nicht einmal das Geld für ein Rückfahrbillet aufbringen können.

## Karriere
Nach seiner Rückkehr spielte Gates professionell für die Harlem Yankees, die häufig Trainingsspiele gegen die New York Renaissance bestritten und Pop Gates wurde 1938 für 125 Dollar pro Monat vom Rens-Manager Bob Douglas unter Vertrag genommen. Auf Tour mussten sich die Spieler in Supermärkten versorgen und Sandwiches schmieren, weil sie in Hotels und Restaurants häufig nicht bedient wurden. Dies galt insbesondere für die Südstaaten, aber auch Grenzstaaten im Norden mit De iure- (Indiana, Illinois) und De facto-Rassentrennung (Ohio). Aber selbst New Jersey ist den Spielern negativ im Gedächtnis geblieben.
Im März seiner ersten Saison nahm die New York Renaissance am ersten World Professional Basketball Tournament in Chicago teil und schlug den amtierenden NBL-Meister der Oshkosh All-Stars im Finale. Pop Gates war der einzige Spieler, der an jeder einzelnen Austragung des Turniers teilnahm, mit unterschiedlichen Teams freilich. 1940 wurde er als Guard ins All-Tournament Team gewählt, 1943 als Forward ins All-Tournament First Team.
Während des Zweiten Weltkrieges war es für afrikanisch-amerikanische Basketballspieler, die ohne Transferaufsicht für Wandertruppen spielen mussten, üblich, für mehrere Teams gleichzeitig anzutreten. Als die New York Renaissance wegen der kriegsbedingten Benzinrationierungen nicht mehr auf Tour gehen konnte, heuerte Gates bei der Grumman Aircraft Engineering auf Long Island an. Arbeit in kriegswichtigen Industrien schützte vor Einberufung und bot weitere Vergünstigungen. Im Werksteam spielten außerdem Tarzan Cooper, Johnny Isaacs und William „Dolly“ King, sowie Ossie Schectman von der Long Island University, Irv Torgoff, Butch Schwartz und Si Lobello (letzterer starb an seinem ersten Einsatztag am afrikanischen Kriegsschauplatz). Das Team wurde nicht entlohnt und spielte ungefähr wöchentlich in der Freeport High School. Gates, der es zu einem Flugzeugmechaniker für die Bereitstellung von Flugzeugen brachte, kam mit den Long Island Grumman Flyers, die für ihr Kurzpassspiel und ihr Scoring (51 PPG) bekannt waren, 1942 bis ins Halbfinale des World Professional Turniers aber mit den Long Island Grumman Hellcats und Spielern wie Ed Sadowski und Nat Frankel 1946 nicht über die erste Runde hinaus.
Gates spielte neben den Flyers auch noch mit sämtlichen Rens für die Washington Bears, mit denen ihm eine Perfekte Saison gelang und mit denen er 1943 seinen zweiten Titel beim World Professional Turnier in Chicago gewann.
1946 erlaubte ihm Douglas, sich dem NBL-Team der Rochester Royals anzuschließen. Besitzer Lester Harrison verkaufte ihn jedoch vor Saisonbeginn an die Buffalo Bisons, die im Januar als Tri-Cities Blackhawks, mit denen Gates auch wieder in Chicago antrat, in die Metropolregion der Tri-Cities (heute Quad Cities) umzogen, bestehend aus den Städten Moline und Rock Island in Illinois sowie Davenport in Iowa. Gates durfte nicht bei seinem Team im Hotel in Moline bleiben und übernachtete im örtlichen YMCA. Später wurde ihm ein Zimmer im Rock Island Hotel angeboten, dem Kontakte zur Mafia nachgesagt wurden. Einige von Gates’ Teamkameraden zogen schließlich aus Solidarität ins selbe Hotel. Am Ende der Saison kam es in einem Spiel mit Playoffs-Implikationen gegen die Syracuse Nationals jedoch zu einer Auseinandersetzung mit Chick Meehan, den Gates mit einem rechten Cross für Wochen ins Krankenhaus schickte. Das Spiel war rauer in jenen Tagen, die  Spieler trugen Knieschützer, Schlägereien waren an der Tagesordnung, aber Gates war dunkler Hautfarbe. Keiner der vier Verträge mit afrikanisch-amerikanischen Spielern der Liga wurde nach der Saison verlängert. Gates selbst erfuhr Anfang der 80er Jahre, dass Rens-Sportdirektor Eric Illidge angeblich ein Renaissance-Franchise in der NBL verweigert hatte, weil ihm mit Gates und Dolly King seine besten Spieler gefehlt hatten. Jedenfalls drohte Gates eine 50-prozentige Gehaltskürzung, weshalb er nach Saisonende zu den New York Rens zurückkehrte.
Gates kehrte zwei Jahre später als Spielercoach der Dayton Rens doch noch in die NBL zurück und war damit der erste afrikanisch-amerikanische Coach einer Profiliga. Die New York Rens hatten als Dayton Rens ein erfolgloses Franchise übernommen, konnten aber selbst wenig Erfolge erzielen, da die New York Rens parallel weitergetourt waren. Das Team der New York Renaissance wurde nach der Saison an Abe Saperstein vermietet.
Im Folgejahr spielte Gates für die Scranton Miners in der an der nördlichen Ostküste beheimateten American Basketball League (ABL) und errang die Meisterschaft. Allerdings wurde deutlich, dass die Fusion der sportlich erfolgreicheren NBL des Mittleren Westens mit der wirtschaftlich scheinbar mächtigeren Basketball Association of America (BAA) der nördlichen Ostküste zur National Basketball Association (NBA) in der Basketballsaison 1949/50 die ABL unbemerkt zu einer Minor League degradiert hatte.
Die Harlem Globetrotters hatten die NBA in Gestalt der Minneapolis Lakers Ende der 40er Jahre sportlich erfolgreich herausgefordert, und Pop Gates spielte von 1950 bis 1955 für das Team und coachte es bis 1956/57. Gates hatte herausgefunden, dass die Spieler der anderen Reiseteams und die College All-Stars eine höhere Entlohnung als die Globetrotters erhielten und plante, für seine Spieler einen Streik anzuzetteln. Nachdem Abe Saperstein, der Besitzer der Harlem Globetrotters, davon erfahren hatte, organisierte er Mitte der 1950er Jahre zunächst vier, dann drei Teams, die gleichzeitig auf Tour gingen. Die „nördlichen“ Globetrotters existierten nur kurz und die „östlichen“ Globetrotters waren das Hauptteam, das auf Welttournee ging und in den größten Hallen spielte. Vor dem Beginn seiner letzten Saison war Gates aufgefordert worden, sich beim „westlichen“ Globetrotters-Team einzufinden.

## Nach der Karriere
William „Pop“ Gates lebte von 1943 bis zu seinem Tode mit seiner Frau Cleo Pennington Gates in Upper Manhattan. Während der Saisonpausen arbeitete Gates als Strafvollzugsbeamter, Nachtwächter und Lebensretter. Nach seiner Basketballkarriere arbeitete er 22 Jahre als Sicherheitsbeamter für die Personalabteilung des New Yorker Sozialwesens. Er hatte über 1500 Spiele bestritten und einen Durchschnitt von 14 Punkten pro Spiel erreicht zu einem Zeitpunkt als das sehr viel war. 1939 war er gleichauf mit Leroy „Cowboy“ Edwards liegend Topscorer mit zwölf Punkten beim World Professional Turnier geworden. Der allgemeine Punkteschnitt hatte sich während des Krieges substantiell erhöht und erhöhte sich erneut substantiell unmittelbar danach. Gates sagt von sich selbst, dass er nicht dunken konnte und in erster Linie für seinen zweihändigen Standwurf bekannt war. In die Naismith Memorial Basketball Hall of Fame wurde das Mitglied des NBL-All-Time Teams mit Unterstützung von Red Holzman, der in der NBL gegen ihn gespielt hatte, vom Veteranen-Direktwahlkomitee gewählt.
Gates hatte zwei künstliche Kniegelenke und eine künstliche Hüfte und litt an Arthritis. Er starb an Herzversagen.